# Materialisme (levenshouding)

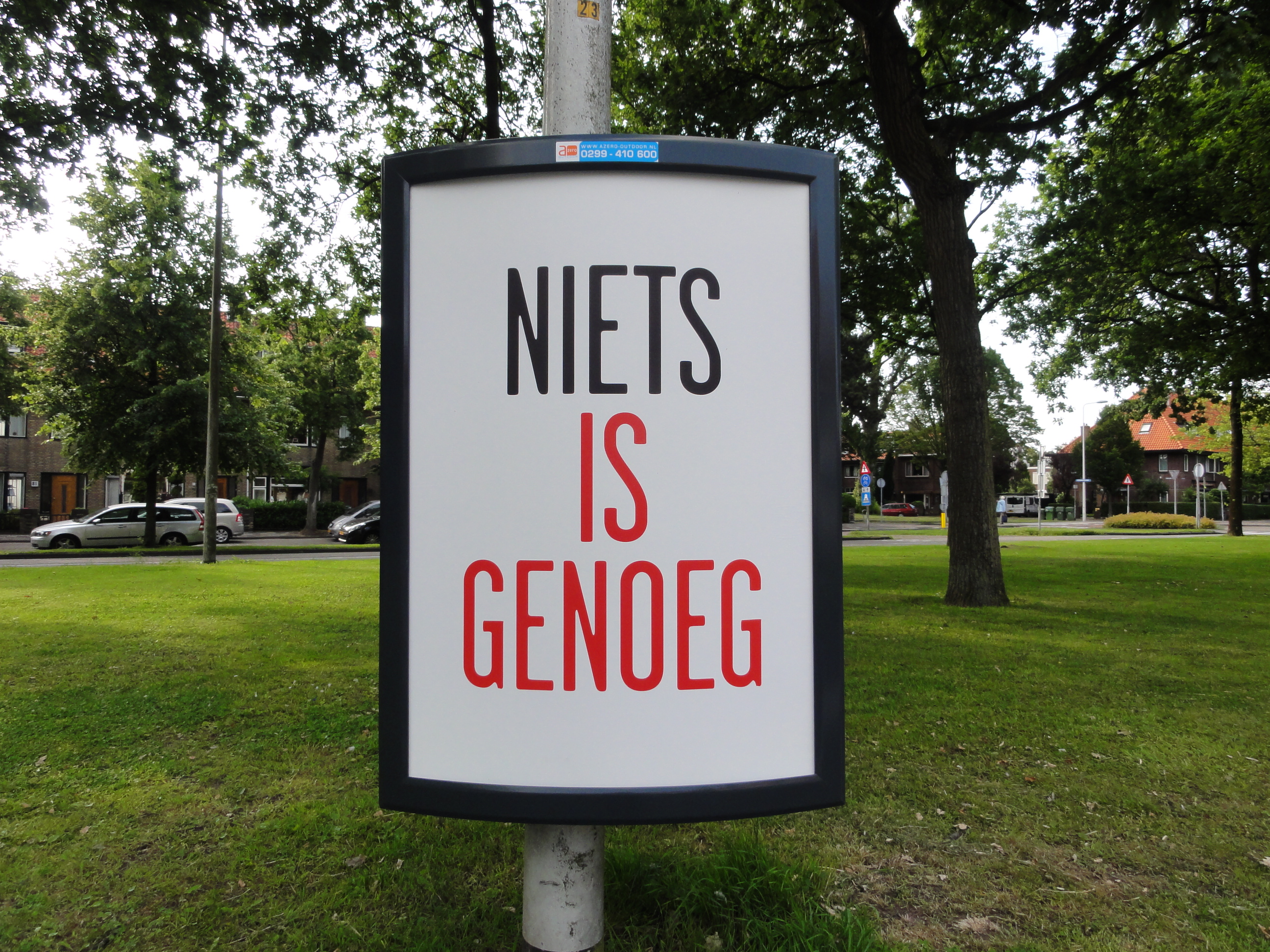
Niets is genoeg, en zelfs dat niet

Materialisme is het hechten aan stoffelijk gewin, het streven naar materieel bezit en/of genot.
Materialisme als levenshouding is het overmatige verlangen om te consumeren en materiële zaken te verwerven. Het is vaak gekoppeld aan een waardesysteem, dat sociale status afhankelijk is van (zichtbare) welvaart, dat wil zeggen van een opvallende mate van bezit of consumptie. Alsmede dat geluk kan worden verkregen of verhoogd door middel van het kopen, uitgeven of verzamelen van materiële zaken.
Positief gezien zou materialisme kunnen worden beschouwd als een beperkte pragmatische vorm van welbegrepen eigenbelang van de kapitalistische maatschappij. Het zou dan intrinsiek wel degelijk een grote sociale invloed hebben door werkverschaffing middels risicodragend ondernemerschap. Op die basis ontwikkelde nieuwe producten en diensten blijken vaak achteraf te voorzien in een maatschappelijke behoefte, gegeven het feit dat deze producten en diensten winstgevend gemaakt kunnen worden. Het aanbod schept hierbij dan de vraag.
Negatief gezien, zou materialisme kunnen worden beschouwd als een ordinair, zo niet vals, uitbuitend en egoïstisch waardesysteem, dat beperkte ethiek en integriteit kent, veroorzaakt door de aantrekkingskracht van warenfetisjisme.